# Elisabeth Jerichau Baumann

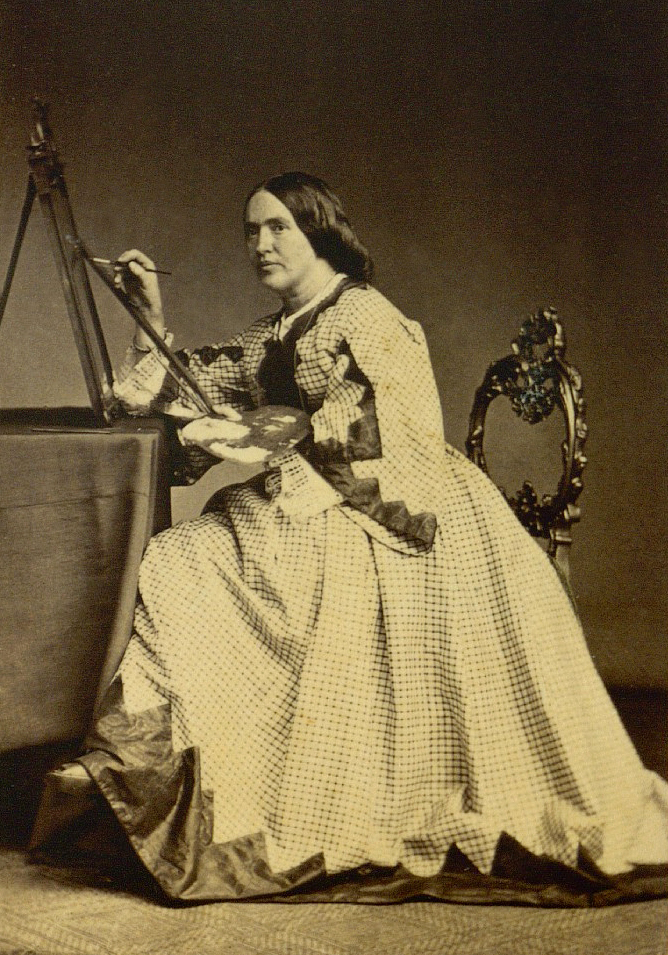
Elisabeth Jerichau Baumann.
Foto: Rudolph Striegler.

Elisabeth Maria Anna Jerichau Baumann, född 27 november 1818 i Żoliborz utanför Warszawa, död 11 juli 1881 i Köpenhamn, var en dansk-polsk målare av tyskt ursprung, gift med den danske skulptören Jens Adolf Jerichau. Hon är begravd på Solbjerg Parkkirkegård i Frederiksberg.

## Biografi
Jerichau Baumann var dotter till kartfabrikanten Philip Adolph Baumann från Prenzlau och Johanne Frederikke Reyer från Danzig i Ostpreussen. Åren 1838–1845 uppehöll hon sig i Düsseldorf, en inflytelserik stad för konsten i det samtida Europa. Kunstakademie Düsseldorf tillät inte kvinnor att studera, så hon idkade i hög grad självstudier. År 1844 offentliggjorde hon sitt första måleri.
Vid 25 år ålder flyttade hon 1845 till Rom, där hon ingick i den tyska konstnärskolonin. Där träffade hon skulptören Jens Adolf Jerichau och de gifte sig den 19 februari 1846. Då maken utnämndes till professor vid Det Kongelige Danske Kunstakademi 1849 flyttade paret till Köpenhamn. Hon födde nio barn under åren 1847–1861, bland andra de blivande målarna Holger och Harald Jerichau. Under äktenskapet levde makarna åtskilda långa perioder.
Med sina sentimentala eller nationalpatriotiska figurbilder som Moder Danmark (1851) och Sårad dansk soldat (1864) blev Bauman Jerichau känd som stilens mest typiska representant i dansk konst. Hon bodde mestadels i Rom, men var ofta på resa, och hennes Ungdomserindringer (1874) och Brogede Rejsebilleder (1881) ger levande, om än starkt romantiserade, skildringar av tidens internationella konstnärsliv. Hon skrev också en bok om sin son Harald, som dog innan han kunde infria de löften som hans konstnärliga begåvning gav. Även hennes sonson, målaren Jens Adolf Jerichau, dog ung. Han är med sina stora allegoriska kompositioner en av expressionismens föregångsgestalter i Danmark.

## Konstnärlig utveckling
Jerichau Baumann försökte anpassa sig till ett danskt kulturklimat med starka nationalromantiska strömningar. Det allegoriska porträttet Moder Danmark från 1851 föreställer en blond kvinna på kornåkern med Dannebrogen och ett draget svärd i händerna. Konstverket, som återfinns på Ny Carlsberg Glyptotek, omtalades sparsamt i pressen. Hon hade viss framgång med en porträttserie av kända danskar, bland andra Johanne Luise Heiberg och H.C. Andersen. Hon målade även flera porträtt av drottning Louise av Hessen-Kassel och hennes prinsessor. Ett större genombrott skedde 1865, då Statens Museum for Kunst förvärvade hennes målning Sårad dansk soldat. År 1858 tilldelades Baumann Jerichau Eckersbergmedaljen. Hon målade en serie bilder av sjöjungfrur; en version från 1863 skänkte hon till H.C. Andersen 1868.  
Åren 1869–1870 reste Baumann Jerichau i Osmanska riket och Mellanöstern. Hon beviljades tillträde till Mustafa Fazil Paschas harem och målade – till skillnad från manliga kollegor – sedan haremsscener byggda på egna observationer. Hon återkom till resmålen 1874–1875 tillsammans med sonen Harald. Hennes arbeten från den orientaliska perioden är dekorativa och visar fin känsla för färg och ljus. De sensuella inslagen i hennes konst var problematiska för dåtidens konstvärld, till exempel Egyptisk krukförsäljerska i Giza (1876–1878). Jerichau Baumann är representerad vid Göteborgs konstmuseum, Nationalmuseum, Statens Museum for Kunst, Ny Carlsberg Glyptotek, Nasjonalmuseet, Alte Nationalgalerie och Royal Collection.

## Familjen
Av hennes och maken Jens Adolf Jerichaus nio barn överlevde sju barnaåren. Sonen och målaren Harald Jerichau dog 26 år gammal av malaria och tyfus kort efter sin hemkomsten från resan till Mellanöstern. Holger Jerichau, konstmålare även han, var verksam  impressionist. Han blev 39 år gammal. Efter Haralds död skrev Elisabeth Jerichau Baumann 1879 minnesskriften Til Erindring om Harald Jerichau samt boken Brogede Rejsebilleder (1881), en bok som utgavs efter hennes död. En tredje son var tonsättaren Thorald som blev far till konstnären Jens Adolf Jerichau.

## Urval av verk i kronologisk ordning
Se även urval verk i alfabetisk ordning

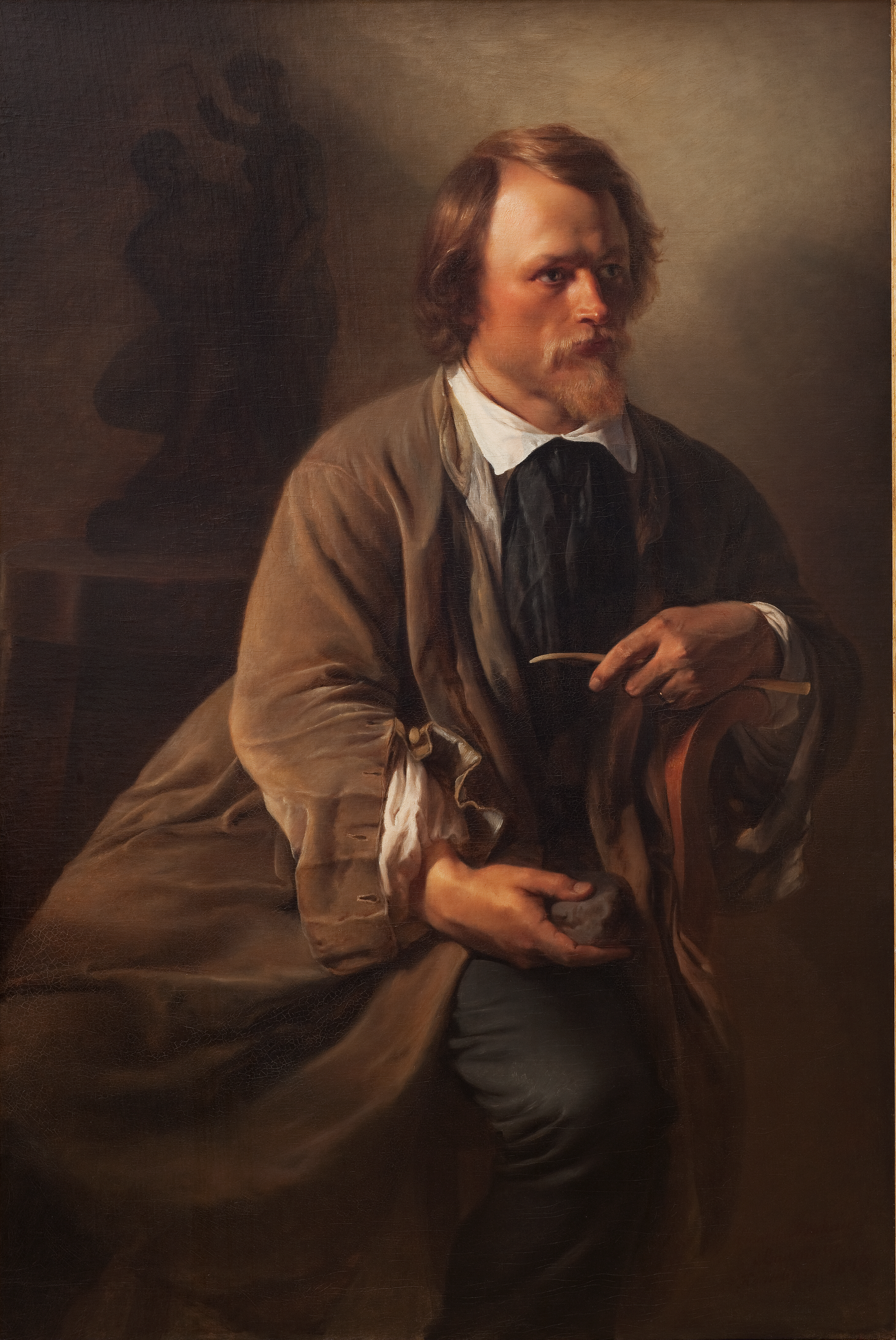
Porträtt av skulptören Jens Adolf Jerichau, konstnärens make (1846), Statens Museum for Kunst.
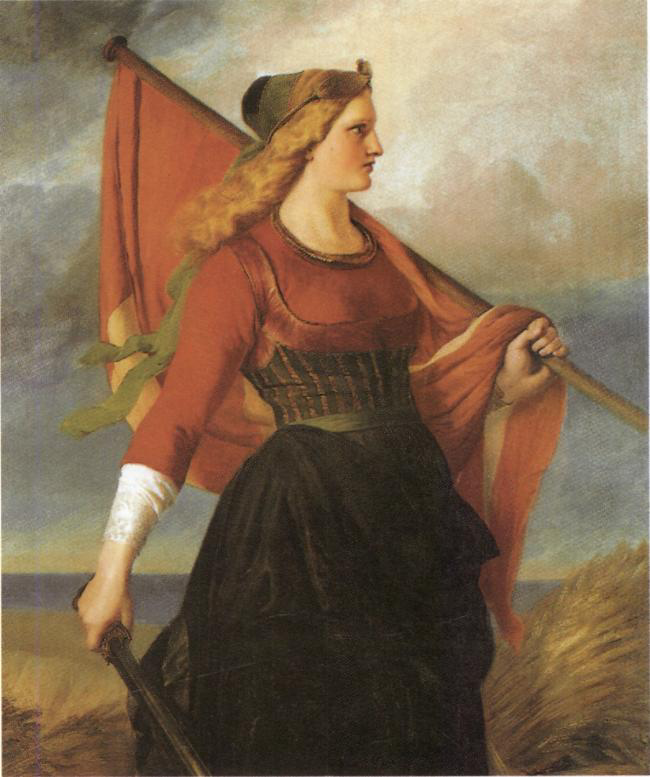
Moder Danmark (1851), Ny Carlsberg Glyptotek.
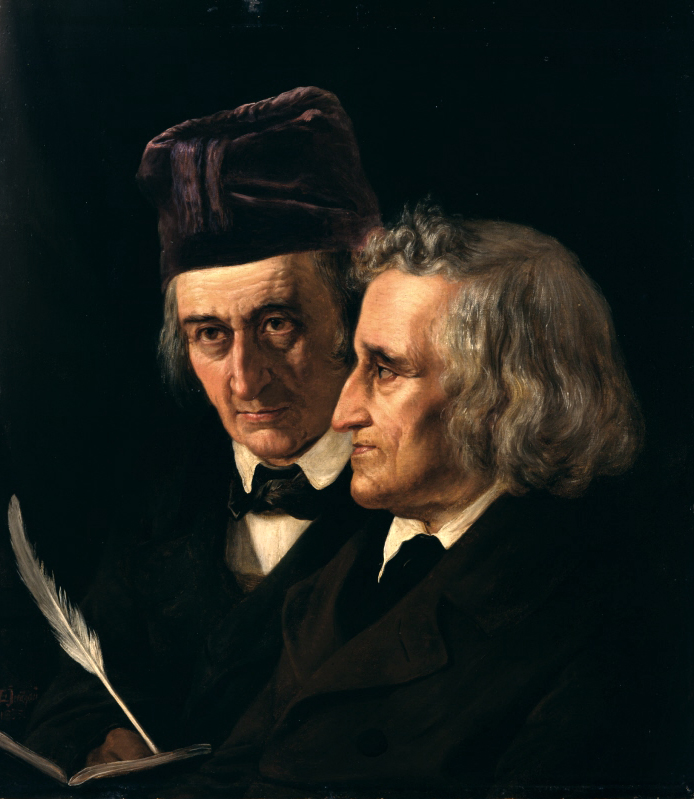
Dubbelporträtt av bröderna Grimm (1855), Alte Nationalgalerie.
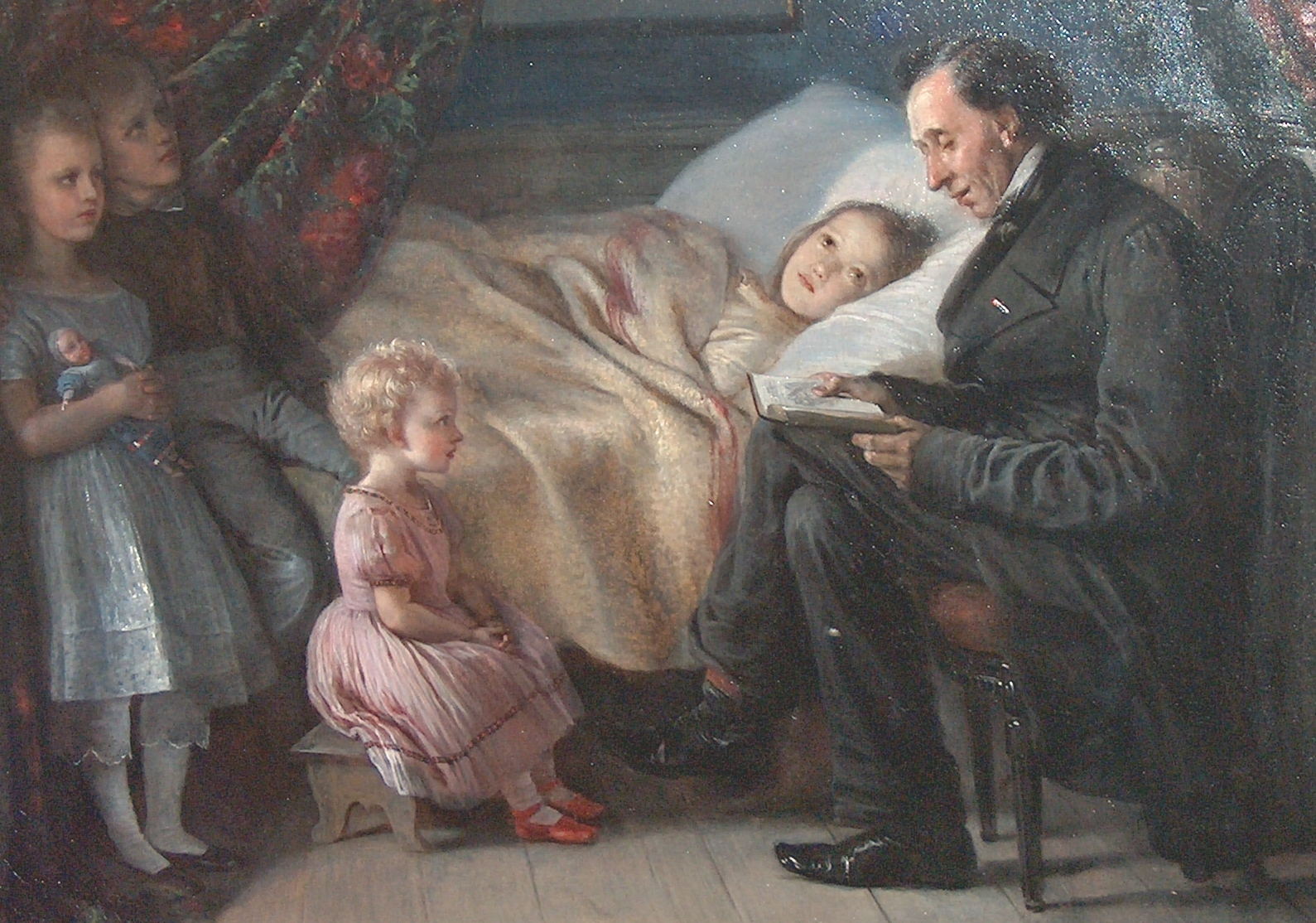
H.C. Andersen läser historien “Engelen” for konstnärens barn (1862), H.C. Andersens Hus i Odense.
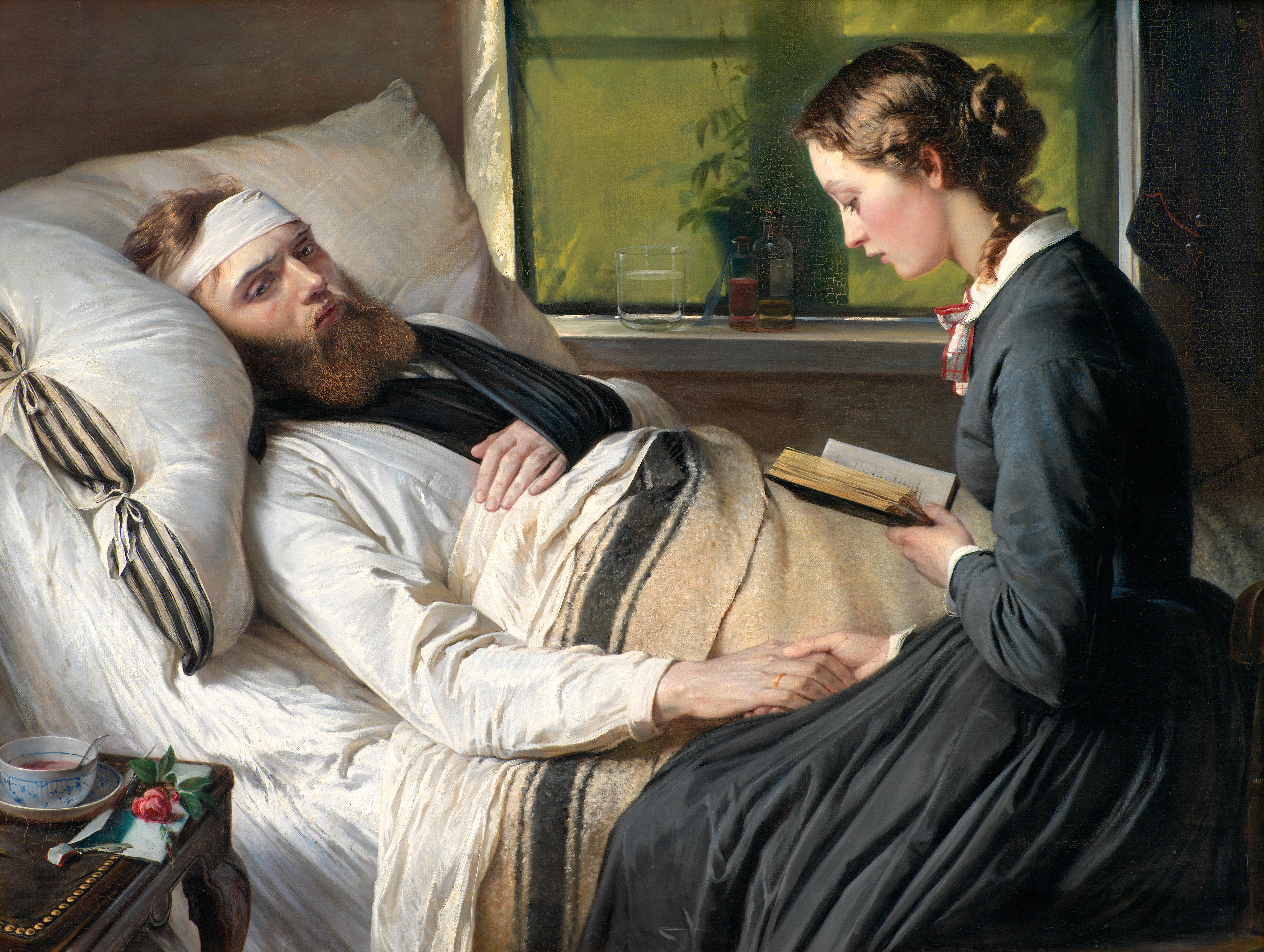
Sårad dansk soldat (1865), Statens Museum for Kunst.
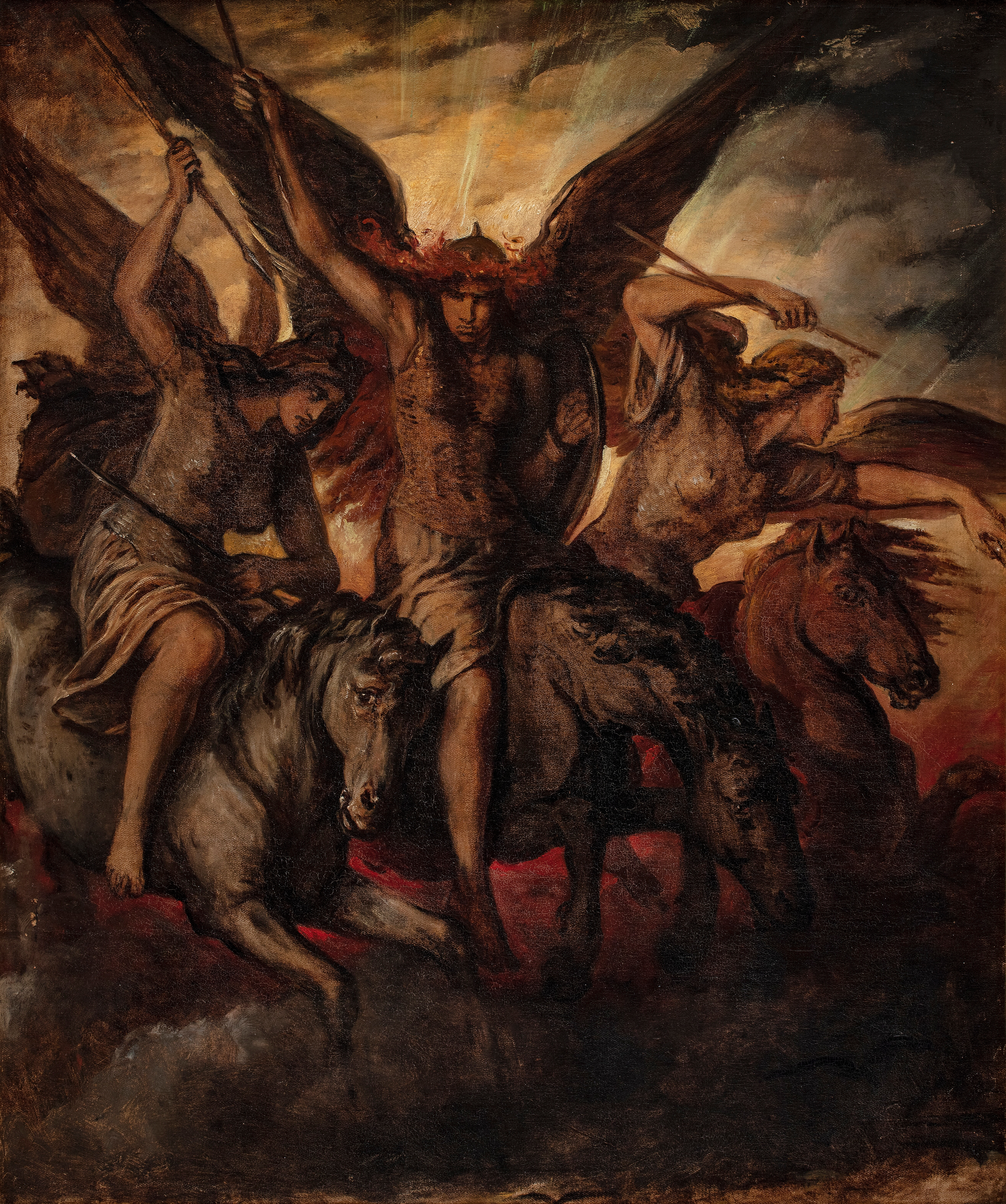
Valkyrior (1871), Statens Museum for Kunst.
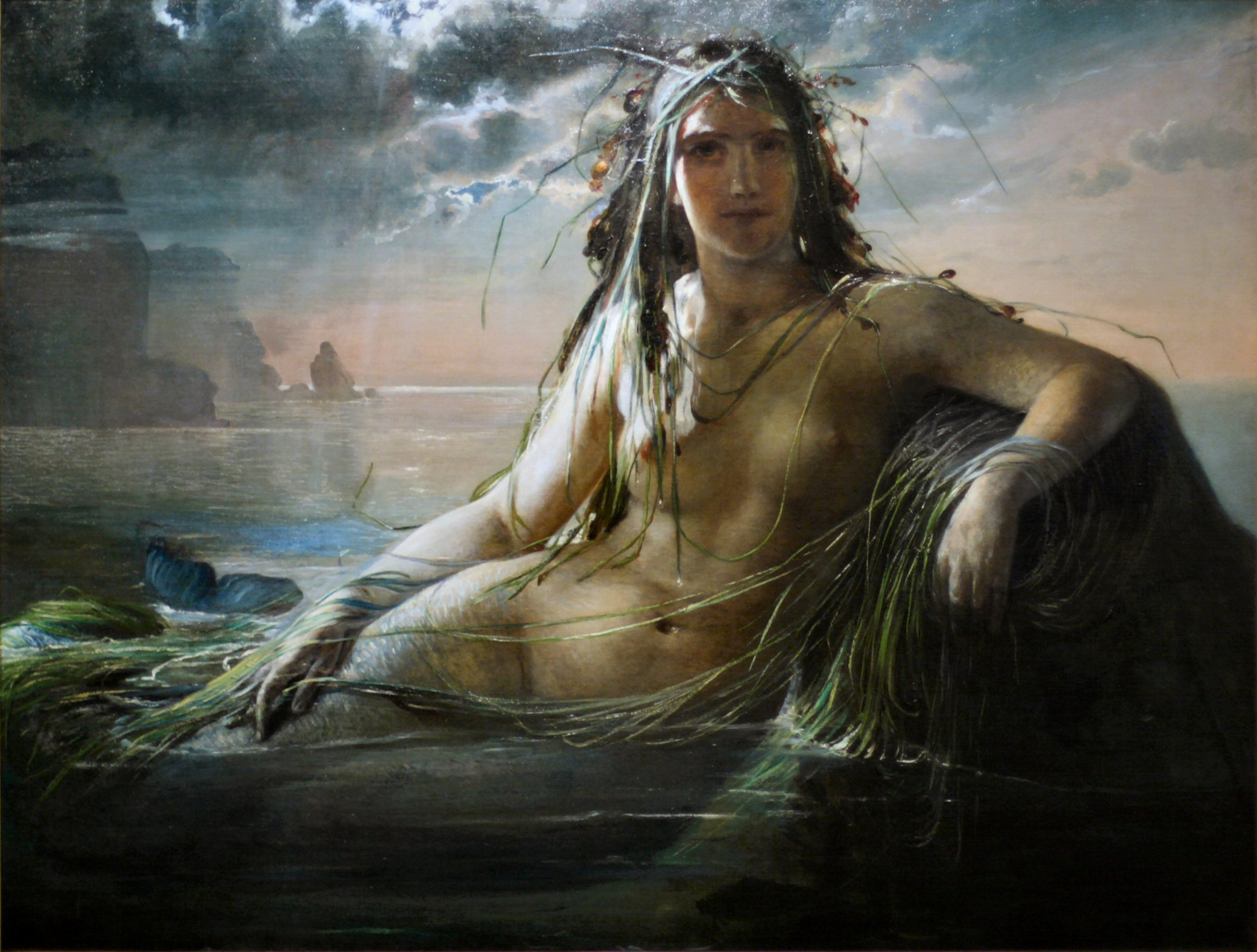
Sjöjungfru (1873), Ny Carlsberg Glyptotek.
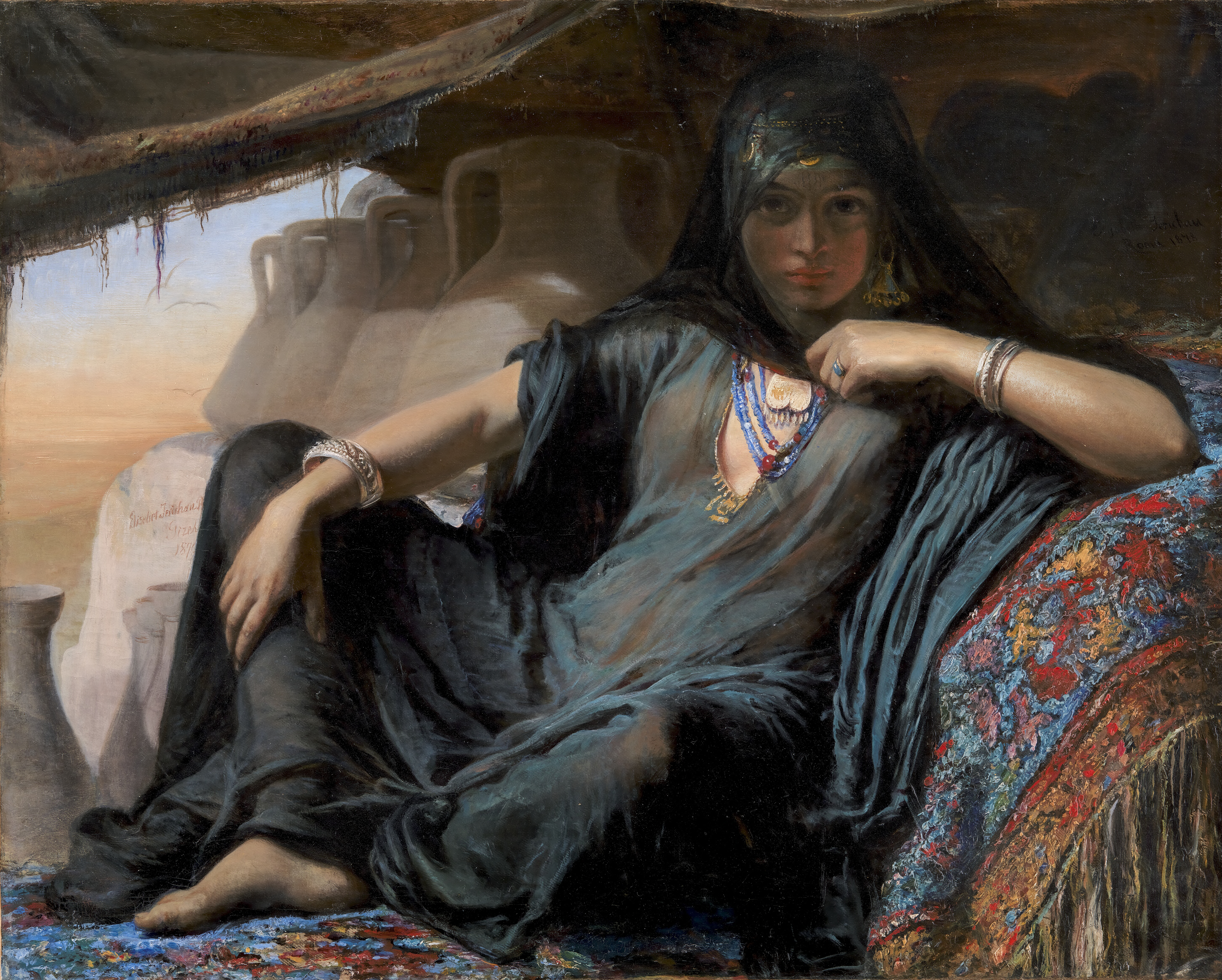
Egyptisk krukförsäljerska i Giza (1876–1878), Statens Museum for Kunst.
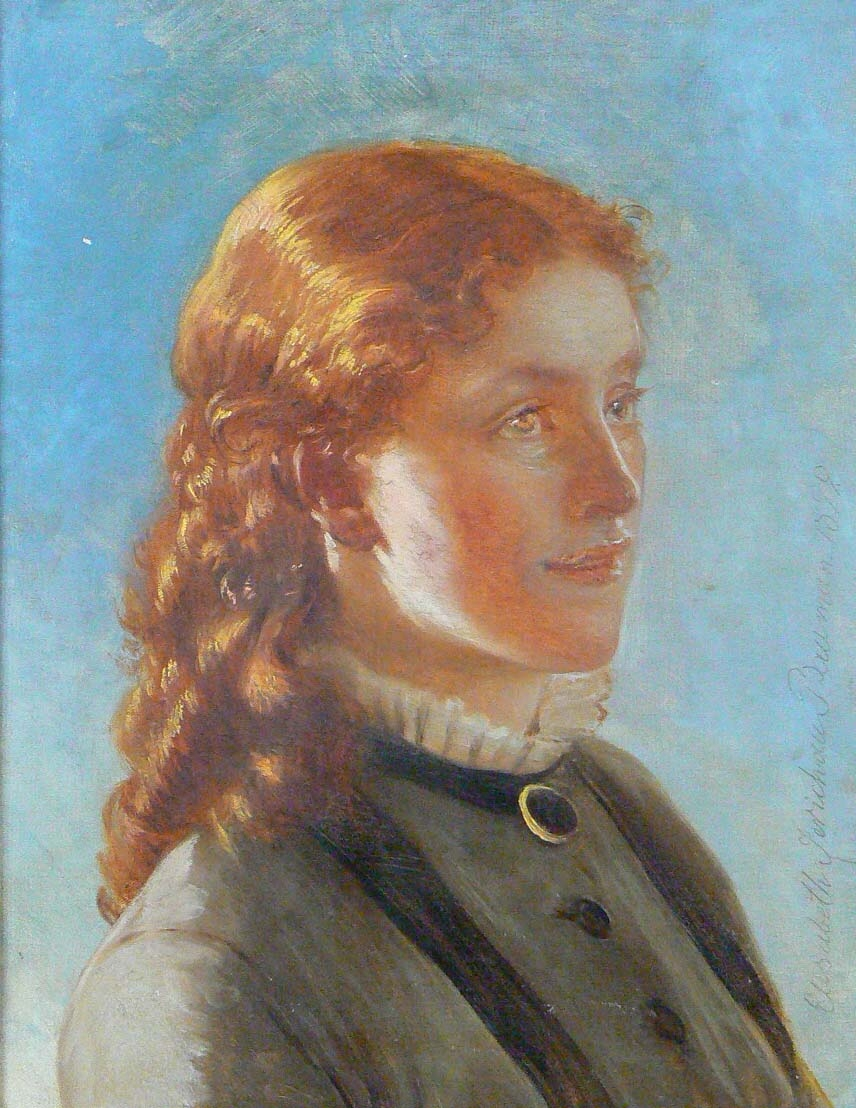
Porträtt av ung kvinna 1879.
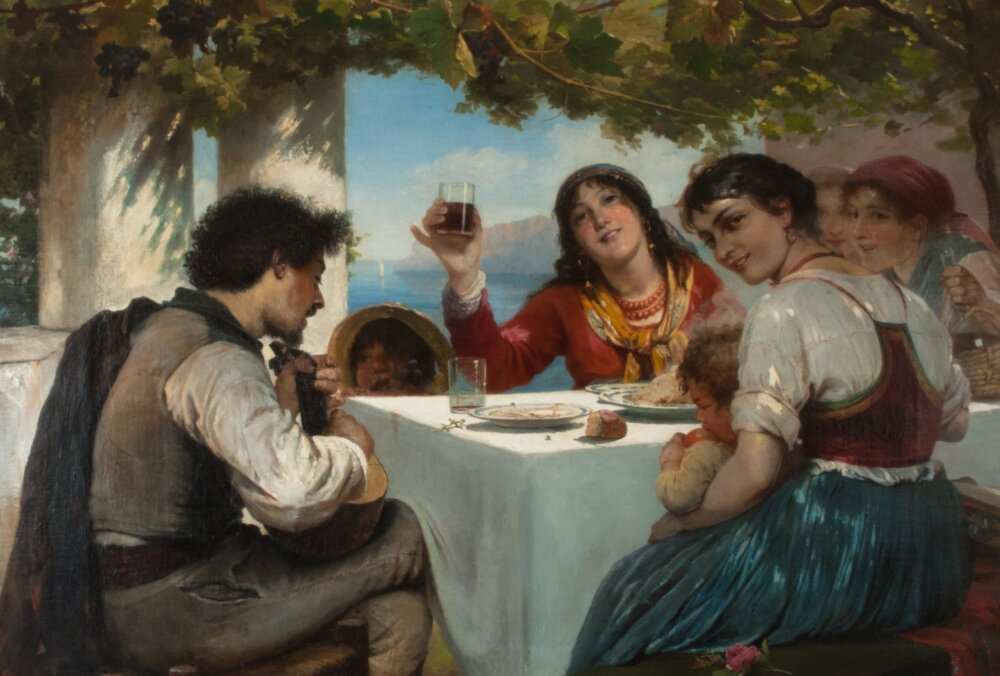
Italiensk osteria (utan årtal), Nationalmuseum.